# Mérobert
Mérobert ist eine französische Gemeinde mit 635 Einwohnern (Stand: 1. Januar 2022) im Département Essonne in der Region Île-de-France; sie gehört zum Arrondissement Étampes und zum Kanton Étampes (bis 2015: Kanton Dourdan). Die Einwohner heißen Mérobertois.

## Geographie
Mérobert liegt etwa 55 Kilometer südsüdwestlich von Paris. Umgeben wird Mérobert von den Nachbargemeinden Plessis-Saint-Benoist im Norden, Chalo-Saint-Mars im Osten, Congerville-Thionville im Süden, Oysonville im Südwesten sowie Saint-Escobille im Westen.

## Bevölkerungsentwicklung
| Jahr                      | 1962 | 1968 | 1975 | 1982 | 1990 | 1999 | 2006 | 2012 |
| Einwohner                 | 254  | 250  | 271  | 321  | 413  | 458  | 533  | 567  |
| Quelle: Cassini und INSEE |      |      |      |      |      |      |      |      |

## Sehenswürdigkeiten
- Kirche der Himmelfahrt der Heiligsten Jungfrau Maria (Église de l'Assomption-de-la-Très-Sainte-Vierge-Marie)

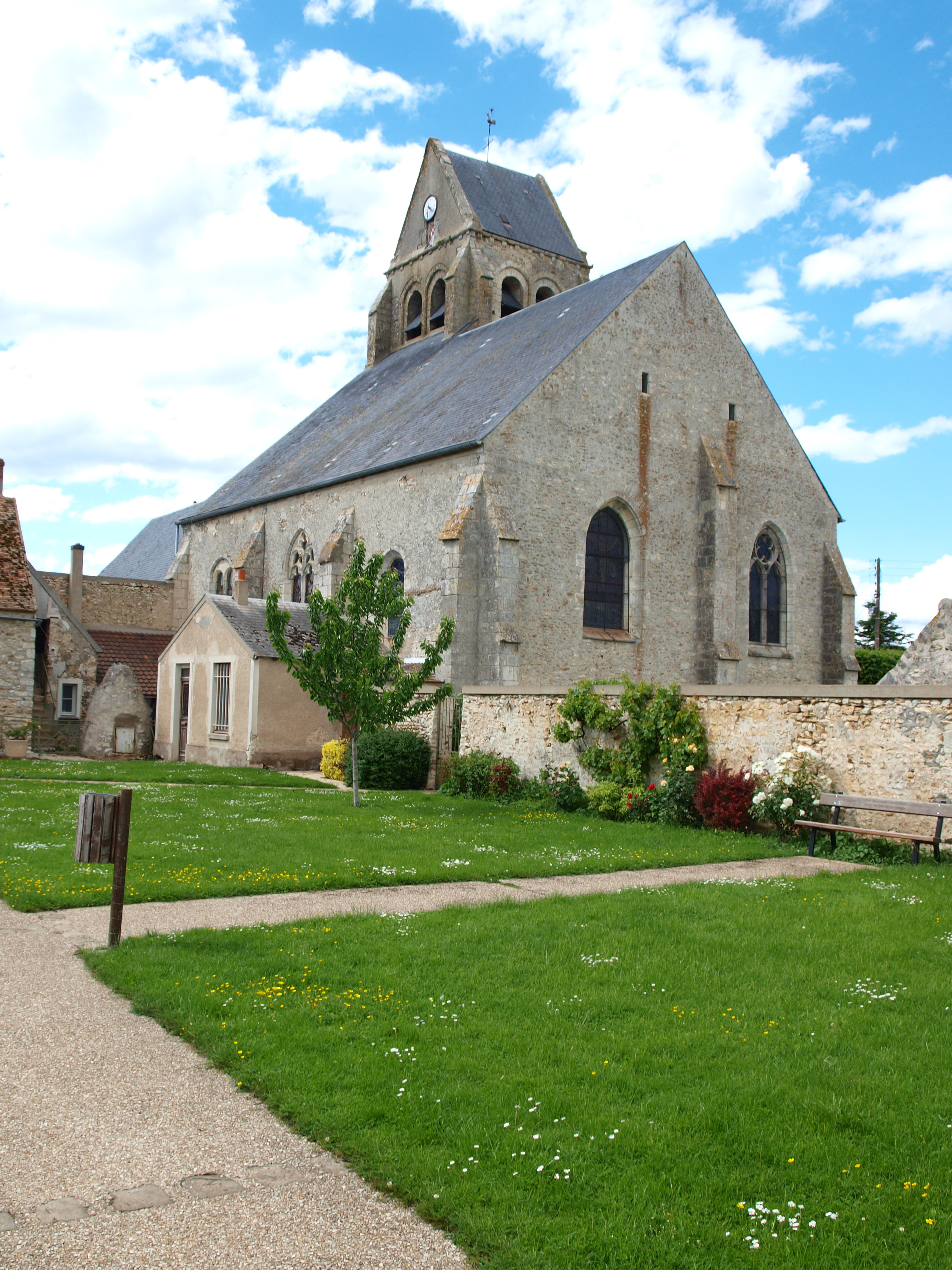
Kirche Mariä Himmelfahrt